# Ponte di Voejkov

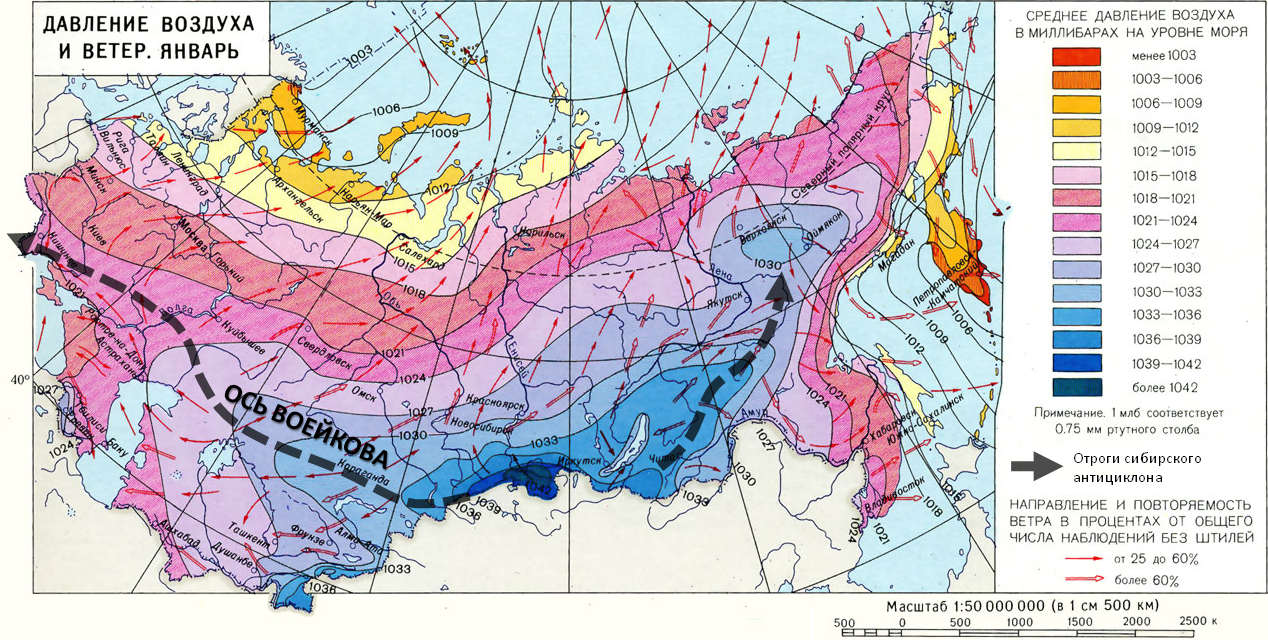
Ponte di Voejkov sovrapposto ad una mappa della pressione atmosferica e della direzione del vento in inverno

Il ponte di Voejkov (traslitterato anche Woeikoff) è una figura altopressoria che si instaura per unione di due anticicloni, in genere parte dall'anticiclone subtropicale, formando la bolla di alta pressione sulla penisola scandinava, SCAND + e prosegue con l'aggancio di quello azzorriano, formando così un blocco alle perturbazioni atlantiche. Prende il nome dallo scienziato russo Aleksandr Ivanovič Voejkov (in russo cirillico Александр Иванович Воейков).

## Formazione
La formazione del ponte generalmente avviene per dislocazione dell'Anticiclone delle Azzorre e di quello russo-siberiano, che si estendono in direzioni convergenti sino a tangersi, formando così una lingua anticiclonica che a ovest blocca il flusso Atlantico, ed inoltre “seziona” le perturbazioni polari in due rami.

## Effetti
Questa figura meteorologica pone effetti in qualunque stagione, tuttavia è in inverno che quasi sempre riesce a crearsi, incidendo in modo considerevole sull'aspetto meteorologico europeo. Infatti, il blocco alle perturbazioni atlantiche e la divisione delle perturbazioni polari, fanno sì che la fascia occidentale europea (Italia inclusa) venga colpita da gelidi venti con spesso precipitazioni nevose a quote basse. In Italia è condizione ideale per nevicate a quote bassissime tra l'Adriatico ed il meridione.